# Soyuz-U
La lanzadera espacial Soyuz-U es una versión mejorada de la Soyuz original. La Soyuz-U es parte de la familia de cohetes R-7 basada en el misil R-7 Semyorka. Los miembros de esta familia de cohetes fueron diseñados por la agencia de diseño TsSKB y construidos en la fábrica Progress en Samara, Rusia. Estas dos compañías ahora forman una única compañía: TsSKB-Progress. El primer vuelo de una Soyuz-U tuvo lugar el 18 de mayo de 1973, portando como carga útil el satélite Cosmos 559, un satélite militar de vigilancia Zenit.
El vehículo Soyuz-U reemplazó a las primitivas variantes del vehículo de lanzamiento Soyuz y al cohete Voskhod, cada uno de los cuales fueron vehículos derivados del R-7. En su momento la Soyuz-U era el único vehículo unificado capaz de lanzar cargas útiles tripuladas y no tripuladas.
Hizo su último vuelo el 22 de febrero de 2017 lanzando la nave de carga Progress MS-05